# 帕萨塞蒂
帕萨塞蒂是巴西南大河州的一个市镇。总面积304.76平方公里，总人口5012人，人口密度16.4人/平方公里。